# بيدرو رودريغيث (كاتب)
بيدرو رودريغيز (بالإسبانية: Pedro Rodríguez de Campomanes) (و. 1723 – 1802 م) هو اقتصادي، ومؤرخ، وكاتب، وسياسي إسباني، ولد في أوفييدو، وكان عضوًا في الأكاديمية الملكية الإسبانية، توفي في مدريد، عن عمر يناهز 79 عاماً.